# Dealu Morii
Delau Morii település és községközpont Romániában, Moldvában, Bákó megyében.

## Fekvése
A megye délkeleti szélén, a DJ206A jelű út mellett, Gajcsána délkeleti szomszédjában fekvő teélepülés.

## Története
Községközpont, 14 falu: Banca, Bălănești, Blaga, Boboș, Bodeasa, Bostănești, Calapodești, Căuia, Dealu Morii, Dorofei, Ghionoaia, Grădești, Negulești és Tăvădărești tartozik hozzá.
A 2002-es népszámláláskor 3006 lakosa volt, melynek 98,64 százaléka román volt. A népesség 97,99%-a görögkeleti ortodox volt.
A 2011-es népszámláláskor 2739 lakosa volt.